# Yaya Coulibaly
Pour les articles homonymes, voir Coulibaly.
Yaya Coulibaly est un marionnettiste malien, né en 1959 à Kouta dans la région de Koulikoro.
Il est le successeur d'une vieille famille de marionnettistes Bambaras originaires du Royaume de Ségou au Mali. Il commence son apprentissage du jeu masqué et de la marionnette à 10 ans avec son père.
Il étudie les arts à l'Institut National des Arts de Bamako, puis les arts de la marionnette à l'École nationale supérieure des arts de la marionnette (ESNAM) à Charleville-Mézières en France.
Il crée en 1980 la compagnie Sogolon afin de promouvoir le théâtre de marionnettes influencé par les cultures bambaras, somono et bozo, trois ethnies du Mali.
Yaya Coulibaly possède une importante collection de marionnettes, dont environ 500 issus de sa famille, certaines remontant au XIIIe siècle
En 2006, celle-ci a été exposée au Musée de l'Or Africain au Cap: elle comprend des marionnettes à gaine, des marionnettes à tiges, mais compte également des masques. La même année, il participe à la Handspring Puppet Company. Yaya Coulibaly joue beaucoup en Europe et aux États-Unis.[réf. nécessaire]